# FC Juniors OÖ
Der FC Juniors OÖ, bis Juli 2017 FC Pasching, ist ein österreichischer Fußballverein aus der oberösterreichischen Gemeinde Pasching. Er wurde nach dem Umzug des ASKÖ Pasching, der zuletzt als FC Superfund auftrat, nach Kärnten und der damit einhergehenden Umbenennung in SK Austria Kärnten im Jahr 2007 als FC Superfund Pasching neu gegründet. Der größte Erfolg des Vereins ist der Gewinn des ÖFB-Cup als erster Drittligist in der Geschichte des Bewerbs in der Saison 2012/13 und die damit verbundene Qualifikation für die Play-offs der UEFA Europa League 2013/14, in der der Verein jedoch an GD Estoril Praia scheiterte.
Von 2014 bis 2018 spielte die erste Herrenmannschaft, die in die FC Juniors GmbH ausgegliedert ist, nicht mehr eigenständig, sondern unter dem Namen LASK Juniors OÖ (bis 2017 SPG FC Pasching/LASK Juniors) in einer Spielgemeinschaft mit der zweiten Herrenmannschaft des LASK in der drittklassigen Regionalliga Mitte. Mit der Rückkehr in die 2. Liga zur Saison 2018/19 tritt der Verein wieder mit einer eigenständigen Mannschaft an, die jedoch faktisch als Farmteam des LASK fungiert. Nach der Saison 2021/22 zog sich der Verein aus der 2. Liga nach vier Spielzeiten zurück.

## Geschichte

### 2007–2012: Weg in die Regionalliga
| Saison                    | Liga                          | Platz | Tore  | Punkte | ÖFB-Cup  |
| ------------------------- | ----------------------------- | ----- | ----- | ------ | -------- |
| 2007/08                   | OÖ-Landesliga West (5)        | 1     | 77:18 | 71     | –        |
| 2008/09                   | Landesliga Oberösterreich (4) | 1     | 76:17 | 59     | 1. Runde |
| 2009/10                   | Regionalliga Mitte (3)        | 4     | 66:32 | 50     | 2. Runde |
| 2010/11                   | Regionalliga Mitte (3)        | 6     | 38:33 | 45     | Vorrunde |
| 2011/12                   | Regionalliga Mitte (3)        | 12    | 41:40 | 38     | Vorrunde |
| Grün unterlegt: Aufstiege |                               |       |       |        |          |

Ehemaliges Logo

Der Verein startete als Spielgemeinschaft mit dem SV Wallern in der Saison 2007/08 in der fünfthöchsten österreichischen Spielstufe. Nach dem sofortigen Meistertitel und dem damit verbundenen Aufstieg in die vierte Spielklasse, die OÖ Liga, startete Wallern, wie vereinbart, in der untersten Spielklasse neu und dem Verein wurde dieser sportliche Abstieg finanziell abgegolten.
Der FC Pasching stieg nach dem erneuten sofortigen Meistertitel 2008/09 in der Oberösterreich Liga in die dritthöchste Spielstufe, die Regionalliga Mitte auf.
In der Saison 2009/10 wies der FC Pasching mit 27,5 Jahren das mit Abstand höchste Durchschnittsalter der gesamten Regionalliga Mitte auf. So waren während dieser Saison elf Spieler im Kader, die bereits das 30. Lebensjahr überschritten hatten. Davon waren wiederum zwei (Josef Schicklgruber und Edi Glieder) bereits über 40 Jahre alt.
Nach der Hinrunde der Saison 2009/10 lag Pasching mit vier Punkten Rückstand auf den Tabellenführer WAC/St. Andrä auf dem zweiten Tabellenplatz. Der Verein gab jedoch bekannt, keine Lizenz für die Erste Liga beantragen zu wollen. Nachdem der Vorgängerverein ASKÖ Pasching nach Kärnten umgesiedelt war, hatte die Bundesliga eine Regelung eingeführt, die einem Verein den Aufstieg in die Erste Liga untersagt, sofern er nicht mindestens drei Jahre in einer Liga gespielt hat, die von seinem Landesverband ausgetragen wird. Da der FC Pasching bis dahin nur je ein Jahr in der höchsten und zweithöchsten oberösterreichischen Spielstufe gespielt hatte, erfüllte der Verein diese Bedingung nicht.
Sportlich erreichte Pasching den Meistertitel in der Regionalliga 2010; wegen des Verzichts auf einen Lizenzantrag für die Erste Liga wurden dem Verein jedoch 13 Punkte abgezogen. Nach der Saison trat der Vereinsvorstand zurück; ein neuer Vorstand musste gewählt werden.
Da zum Ende der Saison 2010/11 Superfund als Hauptsponsor ausstieg und nicht adäquat ersetzt werden konnte, war der Verein gezwungen, den Etat für die nächste Saison massiv zusammenzustreichen. Folgerichtig wurde fast der gesamte Profikader gegen einen neuen ausgetauscht, der hauptsächlich aus Amateurspielern bestand. Am Ende der Herbstsaison stand Pasching auf dem letzten Platz. Anfang 2012 wurde eine Kooperation mit dem FC Red Bull Salzburg eingegangen. Erste Folge dieser Zusammenarbeit war die Übernahme des Traineramtes durch Gerald Baumgartner, dem bisherigen Trainer der zweiten Mannschaft der Salzburger. Der Verein schaffte dank eines 8:0-Kantersieges am letzten Spieltag gegen den bereits als Meister feststehenden Grazer AK den Klassenerhalt.

### 2012–2014: Cupsieger und Niedergang
| Saison  | Liga                   | Platz | Tore  | Punkte | ÖFB-Cup      |
| ------- | ---------------------- | ----- | ----- | ------ | ------------ |
| 2012/13 | Regionalliga Mitte (3) | 2     | 64:19 | 66     | Sieger       |
| 2013/14 | Regionalliga Mitte (3) | 2     | 79:20 | 69     | Achtelfinale |

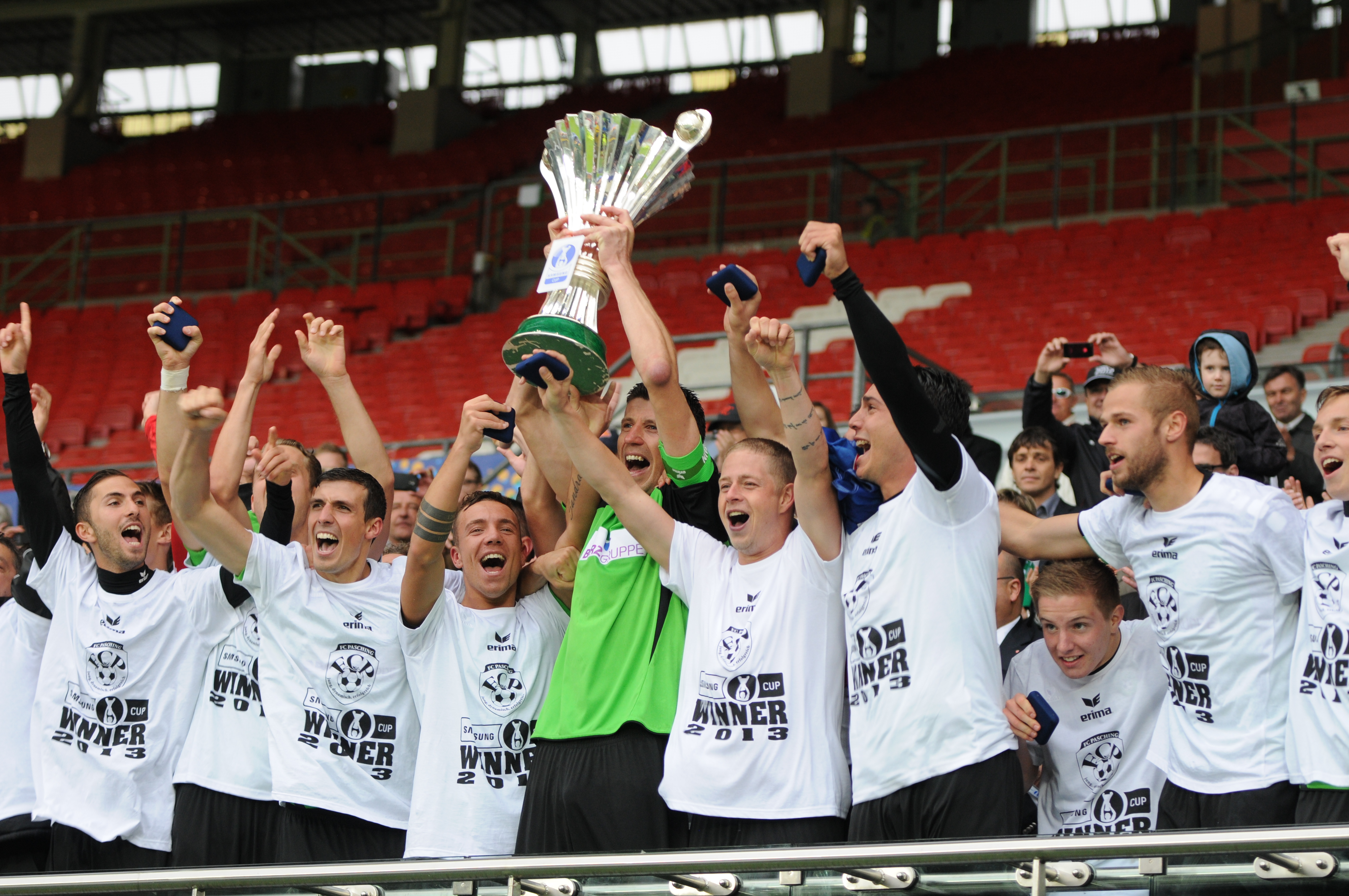
FC Pasching – Cupsieger 2013

In der Saison 2012/13 war Pasching wieder am anderen Ende der Tabelle zu finden. Die Mannschaft konnte die Herbstmeisterschaft für sich entscheiden und überwinterte mit vier Punkten Vorsprung auf den LASK. Dieser Vorsprung wurde im Frühjahr allerdings verspielt und Pasching beendete die Saison zwei Zähler hinter den Linzern auf dem zweiten Platz.
Im Österreichischen Fußball-Cup 2012/13 gelang den Paschingern die größte Sensation in der Geschichte dieses Bewerbs. Nachdem in den ersten drei Runden Austria Salzburg, Austria Lustenau und Austria Klagenfurt ausgeschaltet worden waren, wartete in den letzten drei Runden die Elite des österreichischen Fußballs auf den Regionalligisten. Im Viertelfinale bezwang Pasching auswärts Rapid Wien mit 1:0. Im Halbfinale ging der Erfolg der Paschinger auswärts bei Kooperationspartner Red Bull Salzburg weiter, als die Baumgartner-Elf einen 0:1-Rückstand in einen 2:1-Sieg drehen konnte. Mit dem FC Pasching stand damit erstmals in der ÖFB-Cup-Geschichte ein Drittligist im Endspiel. Gegner im Wiener Ernst-Happel-Stadion war Austria Wien. Die Paschinger schafften schließlich die ganz große Sensation und entschieden das Finale für sich. Daniel Sobkova erzielte kurz nach Seitenwechsel die 1:0-Führung, die in der Folge verteidigt werden konnte. Damit hat der FC Pasching den Meister, den Vizemeister und den Tabellendritten der Bundesligasaison 2012/13 bezwungen, ohne jemals den Heimvorteil für sich gehabt zu haben. Durch den Cupsieg qualifizierten sich die Oberösterreicher für die Play-off-Runde zur UEFA Europa League 2013/14, wo sie auf den portugiesischen Verein GD Estoril Praia trafen und mit zwei Niederlagen ausschieden.
Anfang September 2013 verließ Erfolgstrainer Gerald Baumgartner, der nach St. Pölten wechselte, den Verein, der frühere Co-Trainer Martin Hiden übernahm die Mannschaft. Im ÖFB-Cup 2013/14 konnten die Paschinger als Titelverteidiger in der zweiten Runde mit Wacker Innsbruck den nächsten Bundesligisten ausschalten, ehe sie gegen den WAC im Elfmeterschießen ausschieden. In der Meisterschaft wurde das Saisonziel Meistertitel verfehlt. Wie im Vorjahr mussten die Paschinger dem LASK den Vortritt lassen, dem diesmal auch der Aufstieg in die Erste Liga gelang.

### 2014–2018: Spielgemeinschaft mit dem LASK und Umbenennung
Bereits davor wurde klar, dass Red Bull Pasching als Sponsor verlässt. Daraufhin ging der Klub eine Kooperation mit dem LASK ein, die eine gemeinsame Jugendarbeit und die Nutzung des Paschinger Trainingszentrums durch den LASK vorsah. Nach dem Aufstieg und der damit fixierten Rückkehr des LASK in den Profifußball wurde im Juni 2014 bekanntgegeben, dass der FC Pasching in der Saison 2014/15 unter dem Namen SPG FC Pasching/LASK Juniors in einer Spielgemeinschaft mit der zweiten Mannschaft der Linzer antreten werde. Damit verbunden war der Austausch des gesamten Kaders und der Verlust einer eigenständigen Mannschaft. Die Spielgemeinschaft durfte nicht aufsteigen.
Im Juli 2017 wurde der FC Pasching in FC Juniors OÖ umbenannt. Die Spielgemeinschaft änderte ihren Namen in LASK Juniors OÖ. Zudem wurde der vormalige Hobbyverein SV Pasching 16 in den FC Juniors OÖ eingegliedert und bildet seither seine zweite Mannschaft, die unter dem Namen SV Pasching 16 OÖ Juniors in der achtklassigen 2. Klasse Nord-Ost antritt. Seit der Saison 2018/19 tritt dieser unter dem Namen "SV Pasching 16" als eigenständiger Verein im Unterhaus an.

### Seit 2018: Gegenwart
Nach dem Aufstieg der LASK Juniors OÖ in die 2. Liga in der Saison 2017/18 wurde die Spielgemeinschaft aufgelöst. Der FC Juniors OÖ spielt als eigenständiger Verein in der 2. Liga, kooperiert allerdings weiterhin mit dem LASK. Im April 2022 wurde bekanntgegeben, dass die Juniors sich nach der Saison 2021/22 auch bei einem sportlichen Klassenerhalt (der Klub war zu jenem Zeitpunkt ohnehin Tabellenletzter) aus der 2. Liga zurückziehen werden. Eine Spielgemeinschaft mit den LASK-Amateuren, wie vor 2018, wurde dabei aber nicht ausgeschlossen. Ende Mai 2022 wurde dann bekanntgegeben, dass die Juniors wie bis 2018 in einer Spielgemeinschaft mit den LASK-Amateuren in der Regionalliga an den Start gehen werden, diesmal unter dem Namen LASK Amateure OÖ.

## Erfolge
- ÖFB-Cup: Sieger 2013

## Europacupergebnisse
siehe: FC Pasching/Europapokalstatistik